# Алиса у земљи чуда (филм из 2010)
Алиса у земљи чуда (енгл. Alice in Wonderland) је амерички авантуристички филм из 2010. године, који је режирао Тим Бертон, према сценарију Линде Вулвертон. У главним улогама се појављују Миа Вашиковска, Џони Деп, Хелена Бонам Картер и Ен Хатавеј. Филм је инспирисан књигама Луиса Керола „Алиса у земљи чуда“ из 1865. и њеним наставком „Алиса с оне стране огледала“ из 1871. године. Филм прати деветнаестогодишњу Алису, која се, тринаест година након своје претходне посете, враћа у Земљу чуда, где њени становници сматрају како је она једина особа која може да убије змајолико створење Џабервокија које их терорише, а кога контролише Црвена краљица.
Филм је продуцирао Волт Дизни пикчерс, а снимљен је у Уједињеном Краљевству и Сједињеним Државама. Премијерно је приказан у Лондону 25. фебруара 2010, а у Сједињеним Државама и Уједињеном Краљевству је реализован у Дизни Дигитал 3Д, РеалД 3Д и ИМАКС 3Д форматима, као и у традиционалним биоскопима 5. марта исте године. Постао је други најуспешнији филм из 2010. године.
Филм је примио помешане критике; иако су хваљени визуелни стил и специјални ефекти, филм је критикован због мањка наративне повезаности. Номинован је за три награде Златни глобус, међу којима је и онај за најбољи играни филм (мјузикл или комедија). На 83. додели Оскара, филм је освојио оне за најбољу сценографију и најбољу костимографију, а такође је био номинован за најбоље визуелне ефекте. Филм је широм света зарадио 1,025 милијарди долара и у то време је био пети најуспешнији филм икада направљен.
Иако није био генерално први филм, Алиса у земљи чуда је започео тренд снимања играних верзија анимираних филмова, нарочито од стране Волт Дизни студија. Наставак, назван Алиса иза огледала, премијерно је приказан 10. маја 2016. године.

## Радња
Алиса се враћа у ћудљиви свет који је први пут упознала као девојчица, где се поново среће са својим пријатељима из детињства: Белим Зецом, Пухом, Гусеницом, мачком Кезалом и наравно, Лудим Шеширџијом. Алиса креће на фантастично путовање да нађе своју праву судбину и оконча владавину терора Црвене Краљице.

## Улоге
| Глумац              | Улога          |
| ------------------- | -------------- |
| Миа Вашиковска      | Алиса Кингсли  |
| Џони Деп            | Луди Шеширџија |
| Хелена Бонам Картер | Црвена Краљица |
| Ен Хатавеј          | Бела Краљица   |
| Мајкл Шин           | Бели Зец       |
| Стивен Фрај         | Мачак Кезало   |
| Алан Рикман         | Гусеница       |
| Кристофер Ли        | Џабервоки      |